# Nguyễn Văn Trường
Nguyễn Văn Trường (Hưng Yên, 10 de septiembre de 2003) es un futbolista vietnamita que juega en la demarcación de centrocampista para el Hanoi T&T FC de la V.League 1.

## Selección nacional
Tras jugar en varias categorías inferiores de la selección, finalmente hizo su debut con la selección absoluta de Vietnam el 9 de enero de 2024 en un encuentro amistoso contra Kirguistán que finalizó con un resultado de 2-1 a favor del combinado kirguís tras los goles de Ayzar Akmatov y Joel Kojo para Kirguistán, y de Trương Tiến Anh para Vietnam.

## Clubes
| Club         | País    | Año   | Partidos | Goles |
| ------------ | ------- | ----- | -------- | ----- |
| Hanoi T&T FC | Vietnam | 2023- | 50       | 0     |